# Paul Multhaupt
Paul Multhaupt (* 5. Januar 1884 in Lohennocken, Westfalen; † 16. Januar 1933 in Berlin) war ein deutscher Industrieller, Kunstsammler und Mäzen.

## Leben und Tätigkeit
Multhaupt war von 1909 bis 1931 Vorstandsvorsitzender der Schloemann AG Düsseldorf (heute Schloemann-Siemag AG). Das 1901 von Eduard Schloemann als Handelsgesellschaft Eduard Schloemann OHG gegründete Unternehmen befasste sich ursprünglich u. a. mit dem Vertrieb von Armaturen und Kondenstöpfen. Großen Erfolg hatte es um 1908 mit einer neuartigen hydraulischen Schnellsteuerung, die Eduard Schloemann in großer Stückzahl absetzen konnte.
Multhaupt trat 1909 als Ingenieur in Schloemanns Unternehmen ein. Seit 1910 beeinflusste er maßgeblich die technische Weiterentwicklung mit Konstruktionen von Steuerungen für hydraulische Pressen. Später folgte der Bau kompletter hydraulischer Pressanlagen. Nach Schloemanns Tod wurde das Unternehmen in eine GmbH unter der Leitung von Multhaupt und Ludwig Loewy umgewandelt. 1915 wurde eine Arbeitsgemeinschaft mit der MAN für den Pressenbau gegründet. 1920 wurde mit dem Bau von Walzwerken begonnen. 1921 erfolgte die Umwandlung des Unternehmens in eine AG.
Als Kunstsammler besaß Multhaupt eine umfangreiche Sammlung von Werken namhafter Künstler, wie Heckel, Max Beckmann, Emil Nolde, Paul Klee, Marc Chagall, Campendonk, Räderscheidt, Vlaminck und Ernst Ludwig Kirchner. Multhaupts Sammlung wurde 1933 in der Galerie Flechtheim in Düsseldorf öffentlich ausgestellt und ist seitdem verschollen.
Als Mäzen förderte Multhaupt Anton Räderscheidt in der Schaffensperiode der „Neuen Sachlichkeit“.
Multhaupt nahm sich unter ungeklärten Umständen am 16. Januar 1933 das Leben.